# Deildegasten
Deildegasten är en bergstopp i Antarktis. Den ligger i Östantarktis. Norge gör anspråk på området. Toppen på Deildegasten är 2 257 meter över havet, eller 624 meter över den omgivande terrängen. Bredden vid basen är 6,6 km.
Terrängen runt Deildegasten är varierad. Trakten är obefolkad. Det finns inga samhällen i närheten. 